# Gornji Breg (Senta)
Gornji Breg (húngaro: Felsőhegy; serbocroata cirílico: Горњи Брег) es un pueblo de Serbia perteneciente al municipio de Senta en el distrito de Banato del Norte de la provincia autónoma de Voivodina.
En 2011 tenía 1726 habitantes, casi todos étnicamente magiares.
Se conoce la existencia del pueblo desde 1738, cuando la zona formaba parte de la Vojna Krajina. El Imperio Habsburgo colonizó el pueblo con magiares que procedían principalmente del pueblo de Kiskundorozsma, que actualmente es un barrio de Szeged. Por su cercanía a la capital municipal, el pueblo se urbanizó notablemente en la década de 1970.
Se ubica en la periferia occidental de Senta, en la salida de la carretera 105 que lleva a Bačka Topola. De Gornji Breg sale de la carretera 105 hacia el norte la carretera 102, que lleva a Kanjiža.